# Villa Alemana
Villa Alemana (Ville allemande en espagnol) est une ville et une commune du Chili située dans la province de Marga Marga, Région de Valparaíso. Elle fait partie de l'agglomération du Grand Valparaiso et se trouve à 25 kilomètres à l'est de cette ville. En 2016, sa population s'élevait à 141 729 habitants. La superficie de la commune est de 97 km². Sa densité de 1461 hab./km² est une des plus élevées du pays.

## Histoire
La création de la commune est liée à la réalisation de la ligne de chemin de fer qui relie Valparaiso à Limache. À l'origine, la commune est occupée par une majorité d'allemands qui donne son nom à la commune. La commune devient autonome en 1918. Villa Alemana bénéficie d'une climat méditerranéen. Elle est desservie par quatre arrêts de la ligne du métro de Valparaiso (ligne de trains de banlieue) ce qui permet à ses résidents d'aller travailler dans le centre de Valparaiso.
Depuis 2006 Villa Alemana est jumelée avec la ville de Bethléem en Palestine.
La ville est aussi connue sous le nom de la « Cité de la jeunesse éternelle » ou la « Ville des moulins ». Avant la naissance de la ville, le territoire n'était que champs, vignes, arbres et fleurs. Les Allemands furent les premiers à acheter des terrains pour construire, mais la plupart n'y vivait pas et avait vendu une fois les constructions faites.
La ville fut nommée pour la première fois « Viña Miraflores » en novembre 1894, le domaine était la propriété de Don Buenaventura Joglar. Ce dernier a ensuite donné le nom que l'on connaît aujourd'hui, Villa Alemana.

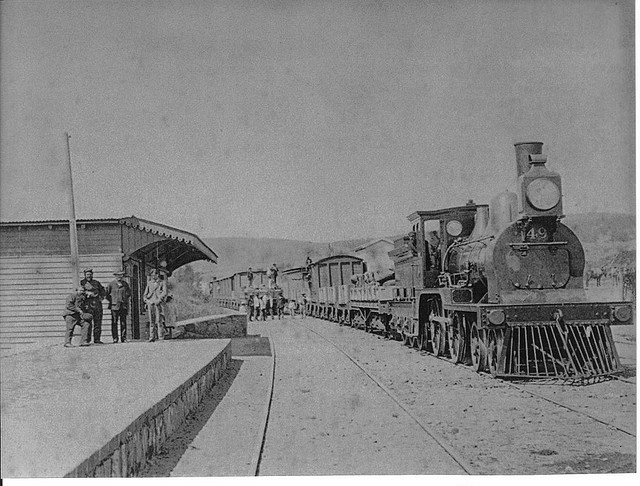
Arrivée d'un train à la gare de Villa Alemana en 1880

## Éducation
- Collège Champagnat